# Maroons (Album)
Maroons ist ein Jazzalbum von Geri Allen. Die vom 11. bis 14. Februar 1992 in wechselnden Besetzungen im Sound on Sound Studio, New York City, entstandenen Aufnahmen erschienen 1992 auf Blue Note Records, in Japan auf Somethin’Else.

## Hintergrund
Der Albumtitel bzw. sein Titelsong bezieht sich auf die Maroons (auch Marron, abgeleitet vom spanischen Cimarrón), die von Plantagen geflohenen Sklaven. Allen griff auf diesem Album älteres Material erneut auf, erweiterte ihr Repertoire aber auch um neue Kompositionen. Maroons ist in unterschiedlichen Besetzungen vom Duo bis zum Sextett instrumentiert: Allens ehemaliger Lehrer Marcus Belgrave trat in zwei Titeln als Gastsolist auf, während sonst ihr Ehemann Wallace Roney gewünschte Trompetenparts lieferte. Auf dem Album gibt es auch mehrere Trio- oder Quartett-Tracks mit verschiedenen Schlagzeugern und Bassisten.
Die Band spielte ein Remake von No More Mr. Nice Guy (zuerst mit Charlie Haden und Paul Motian in In the Year of the Dragon, 1989), das hier mit dem Bassisten Dwayne Dolphin und dem Schlagzeuger Tani Tabbal etwas schneller wiedergegeben wird. Es gibt drei Versionen von „Feed the Fire“, als Prolog – eine mit den Perkussionisten Tabbal und Pheeroan akLaff; eine Version mit ihnen und den Bassisten Dwayne Dolphin und Anthony Cox; und eine dritte mit Allen, Dolphin und Tabbal.

## Titelliste
- Geri Allen: Maroons
  1. Feed the Fire I, 1:33
  2. No More Mr. Nice Guy, 7:05
  3. And They Partied, 5:29
  4. Number Four (Lawrence Williams), 4:35
  5. A Prayer for Peace, 5:43
  6. Mad Money, 7:39
  7. Two Brothers (Anthony Cox, Dwayne Dolphin), 2:49
  8. Feed the Fire II , 3:29
  9. Dolphy’s Dance, 5:01
  10. For John Malachi, 4:09
  11. Laila’s House, 8:21
  12. Feed the Fire III , 3:16
  13. Brooklyn Bound „A“, 1:05
  14. Bed-Sty, 5:19
  15. Maroons, 6:26
- Sofern nicht anders angegeben, stammen alle Kompositionen von Geri Allen.

## Rezeption
Michael G. Nastos verlieh dem Album in Allmusic vier Sterne und stellte fest, dass Geri Allens Stern war 1992 mit der Veröffentlichung dieses Albums vollständig aufgestiegen. Es handele sich um ein „Potpourri von Titeln, die verschiedene Aspekte ihrer Karriere als Musikerin widerspiegelten und einen Blick in die Zukunft warfen.“ Der beste Trio-Titel sei „Bed-Sty“ mit Dolphin und Tabbal, einem Stück, das in den spontanen Improvisationen schwimme, die nur Allen vor Ort zaubern könne. „And They Partied“ repräsentiere den M-Base-Ansatz und seinen Funk. Allen und Belgrave spielten ein flottes, lyrisches Duett über die Lawrence-Williams-Komposition „Number Four“ als Hommage an ihre Heimatbasis in Detroit, während sich die beiden Trompeter für „Dolphy’s Dance“ zusammenschließen, das eine eckige Post-Bop-Melodie sei. Aufgrund der Vielfalt der Gruppierungen, die sich durch dieses Programm ständig und chamäleonartig änderten, sorge das Album für ein bemerkenswertes Hörerlebnis von Anfang bis Ende. Allen scheine zu suggerieren, dass ihre Vergangenheit genauso wichtig ist wie ihre Gegenwart. Die exzellente Aufnahme ist ihren Fans und potenziellen neuen Anhängern sehr zu empfehlen.

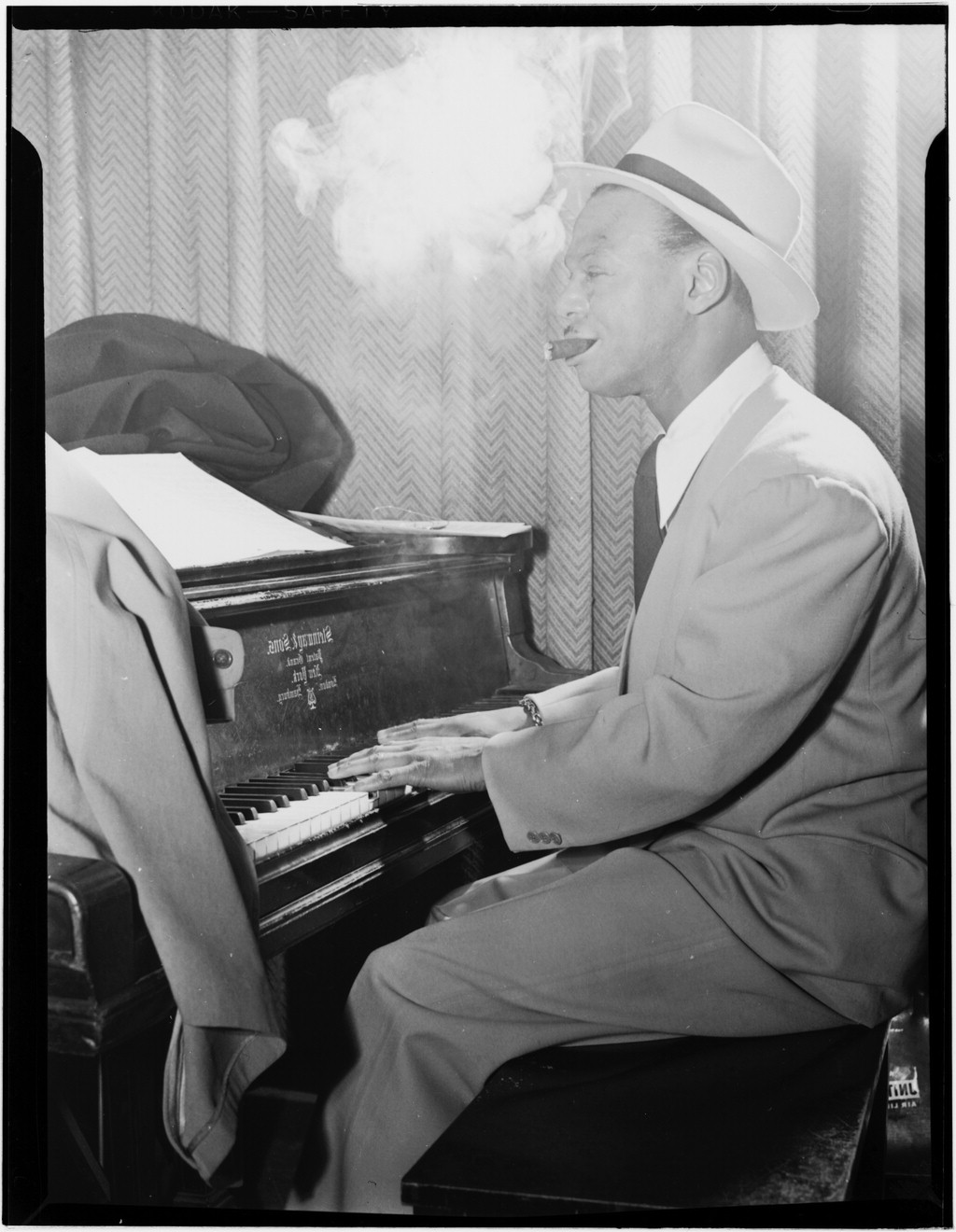
Earl Hines in New York, ca. März 1947. Fotografie von William P. Gottlieb

Die JazzTimes feierte 2020 in ihrer Serie Ten Essential Geri Allen Recordings das Album Maroons über ein Porträt der Duonummer „Number Four“. Nach Ansicht von Michael J. West zeigte dort Marcus Belgrave, Veteran der Ray-Charles-Band und fester Bestandteil von Motown-Aufnahmen, dass er auch über spektakuläre Fähigkeiten im Jazzidiom verfügte. In „Number Four“ kombiniere er Allens pianistischen Historismus mit Licks, die sowohl von Clifford Brown (Belgraves eigenem Mentor) als auch von Louis Armstrong stammten, und er bleibe dabei auch harmonisch mit der Pianistin in Einklang. Allen antizipiere hier jede melodische und rhythmische Bewegung Belgraves – manchmal bleibe sie à la Earl Hines bei Armstrong. Sie nehme Belgraves Wege auf ihrem Solo auf (wobei der Trompeter Sottovoce-Füllungen liefert), drehe sie aber in ihre eigene Richtung, als ob seine improvisierten Figuren das schriftliche Material wären, über das sie improvisierte. Es sei eine bemerkenswerte Leistung, so West, die in Allens Aufnahme-Katalog besondere Aufmerksamkeit verdiene.
Zurückhaltender äußerten sich Richard Cook und Brian Morton; sie verliehen dem Album lediglich drei Sterne und schrieben, „Maroons markiert einen Rückschritt gegenüber seinem Vorgänger, aber es ist keine offensichtliche Erklärung dafür greifbar. Allen könnte daraus neue Akzente entwickelt haben, aber es ist anhand dieser Präsentation nicht zu beurteilen, welche das sein könnten.“